# Biblioteca centrale universitaria
La biblioteca centrale universitaria (in romeno Biblioteca Centrală Universitară) è una biblioteca situata nel centro di Bucarest, capitale della Romania.
È stata fondata nel 1895, 31 anni dopo la fondazione dell'università di Bucarest, come "Biblioteca Carlo I". L'edificio, progettato dall'architetto francese Paul Gottereau, è stato completato nel 1893 ed inaugurato il 14 marzo 1895. La collezione di volumi è cresciuta costantemente dai 3400 del 1899 i più di 2 milioni del 1970.